# شهرستان راسل (آلاباما)
شهرستان راسل، آلاباما (به انگلیسی: Russell County, Alabama) شهرستانی در ایالات متحده آمریکا است که در آلاباما واقع شده‌است.

## خصوصیات
شهرستان راسل ۱٬۶۷۵٫۷۳ کیلومترمربع مساحت دارد.